# Lithops dorotheae
Lithops dorotheae är en isörtsväxtart som beskrevs av Gert Cornelius Nel. Lithops dorotheae ingår i stenbladssläktet som ingår i familjen isörtsväxter. Inga underarter finns listade i Catalogue of Life.

## Bildgalleri

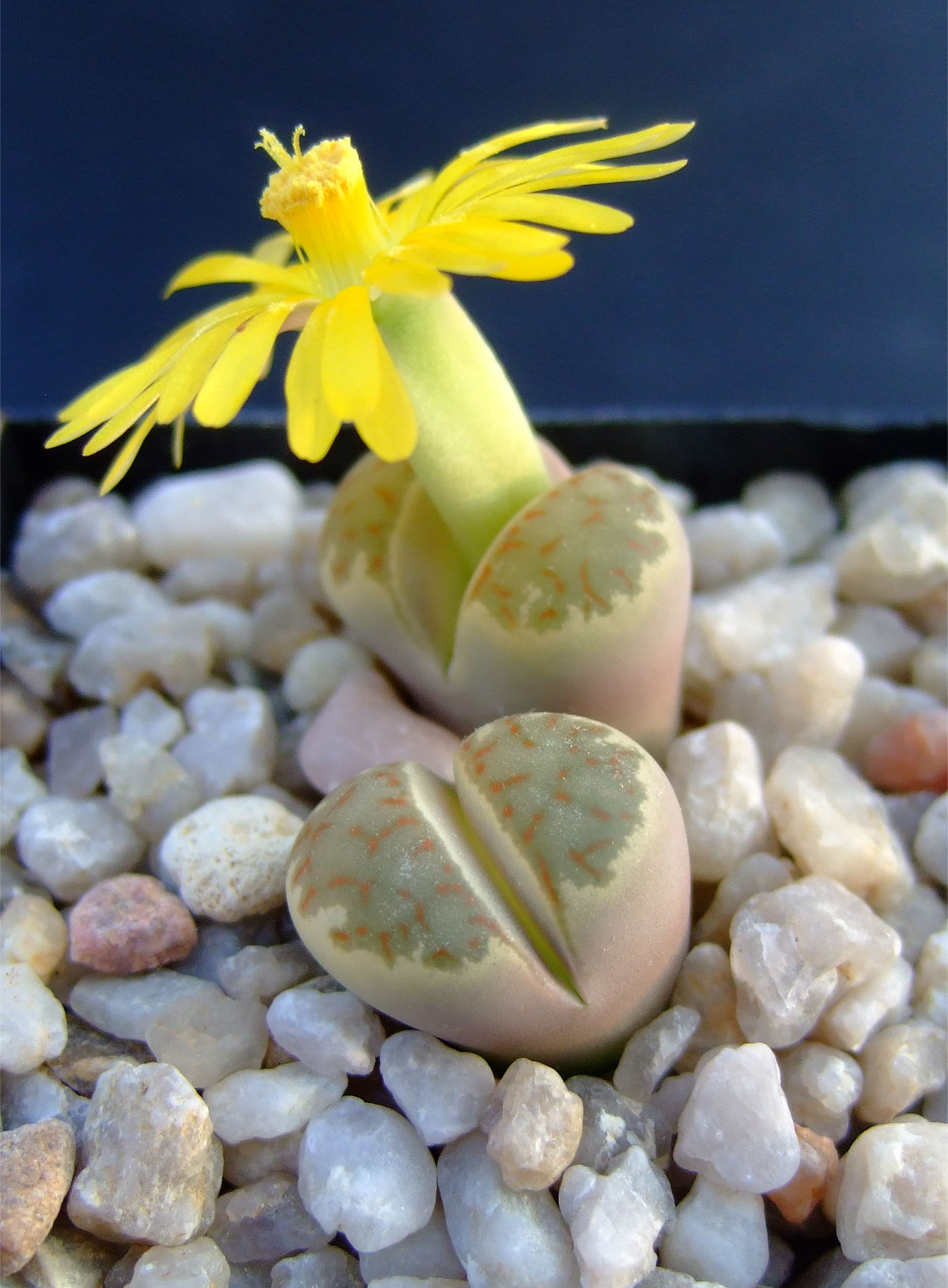
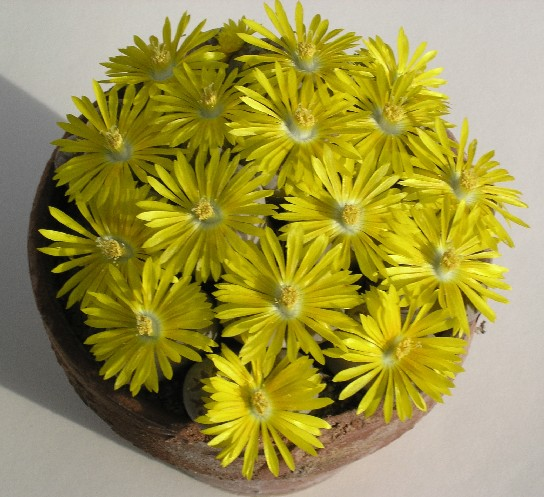
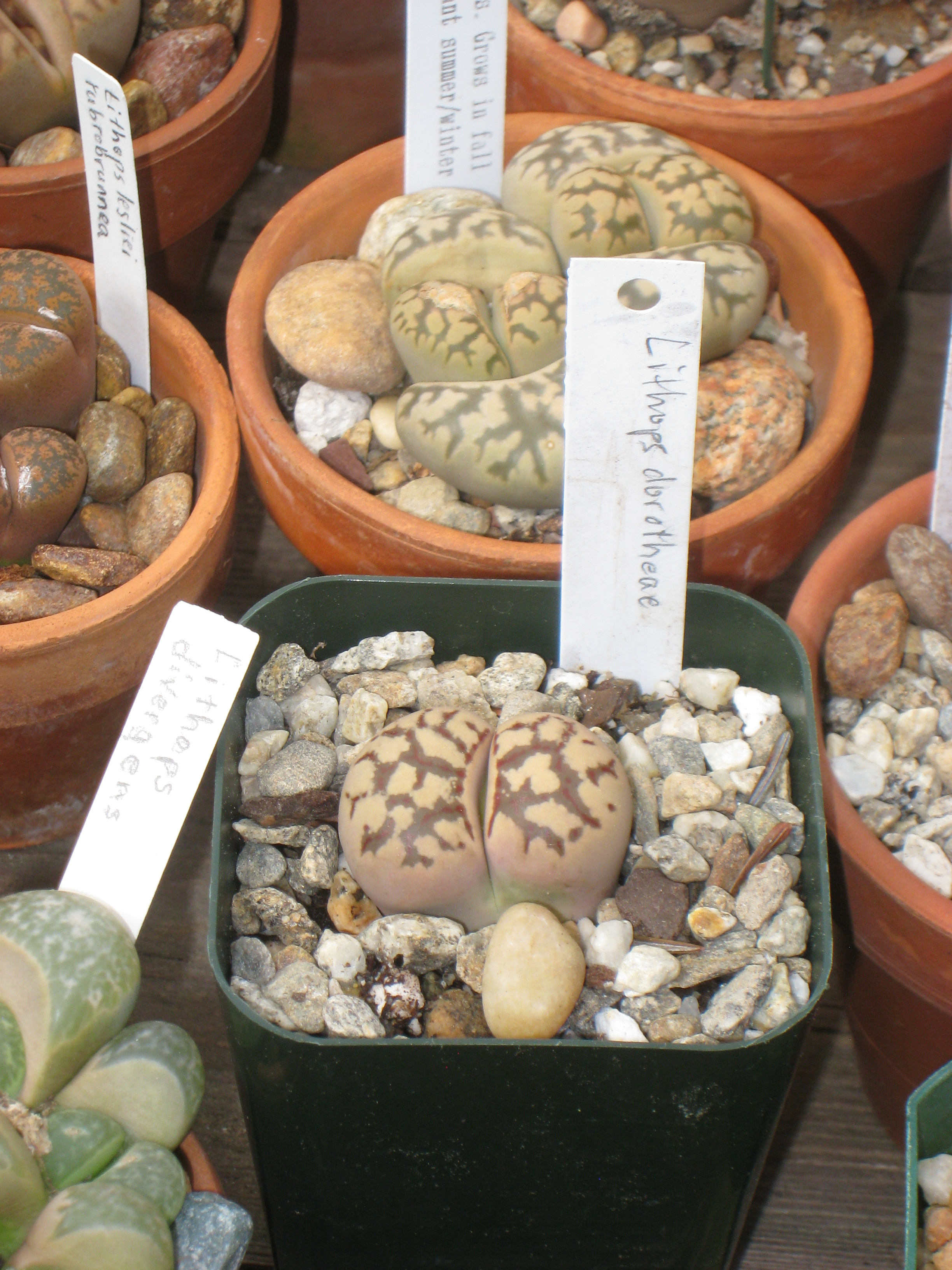
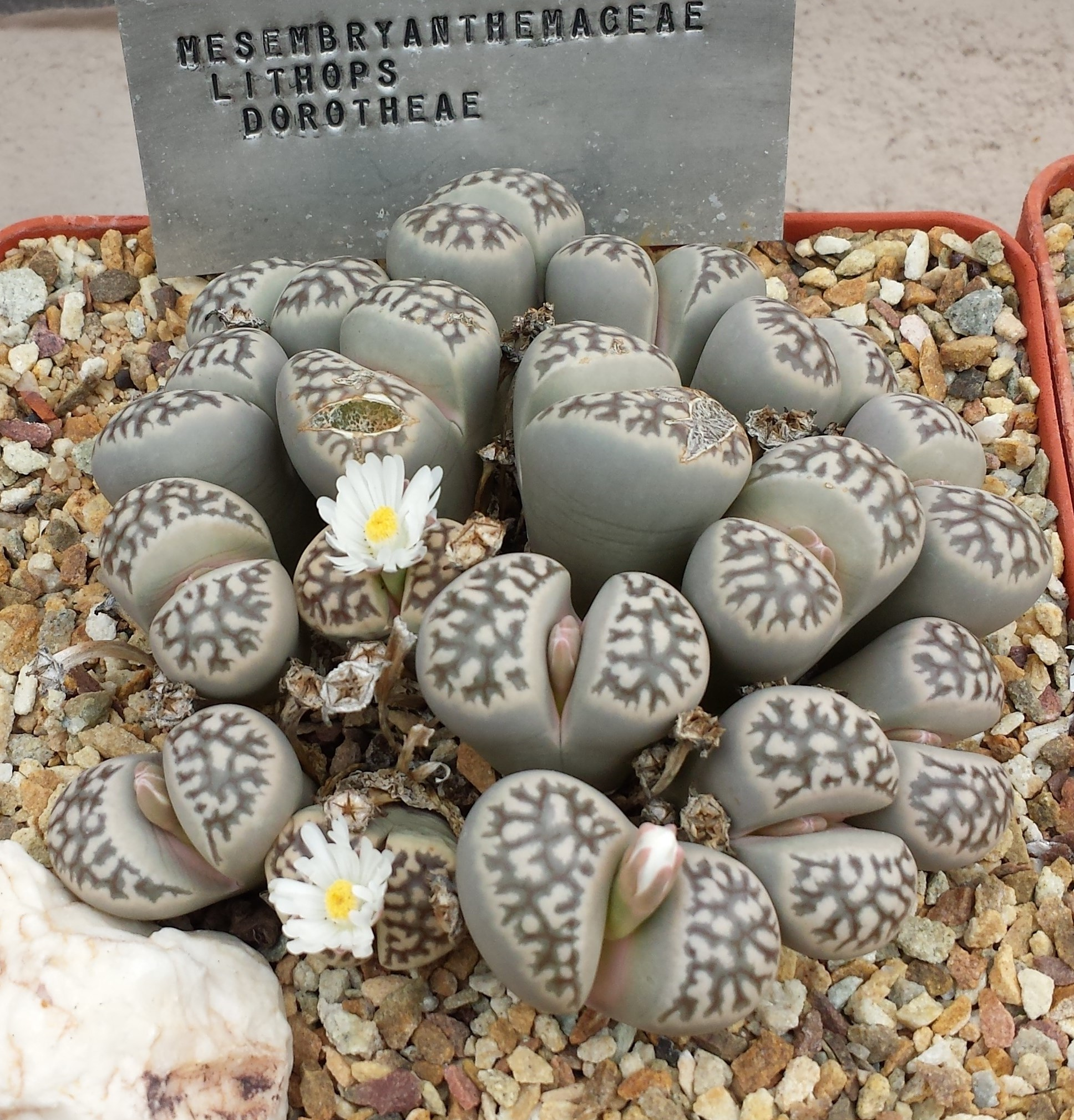